# Engyprosopon regani
Engyprosopon regani är en fiskart som beskrevs av Hensley och Suzumoto, 1990. Engyprosopon regani ingår i släktet Engyprosopon och familjen tungevarsfiskar. Inga underarter finns listade i Catalogue of Life.